# Daniël Marot (1660/1661-1752)
Daniël Marot (Parijs, 1660/1661 – Den Haag, 4 juni 1752), in de literatuur ook Daniel Marot, was een als Fransman geboren graveur, dessinateur en architect. Hij is degene die de Lodewijk XIV-stijl in de Noordelijke Nederlanden en Engeland introduceerde. Marot is verder bekend wegens zijn 250 gravures, die zijn gebruikt voor behang-, damast- en meubelontwerpen. In 1709 werd hij tot Hollander genaturaliseerd.

## Biografie
Hij was de zoon van de Franse hofarchitect Jean Marot (1619-1679) en een van de vele hugenoten die na de opheffing van het edict van Nantes naar de Republiek der Zeven Verenigde Nederlanden vluchtten.
In het ondertrouwregister van de Waalse kerk in Amsterdam van 23 oktober 1694 staat Marot vermeld als zijnde 33 jaren oud. In zijn overlijdensakte van juni 1752 staat daarentegen dat hij stierf op 88-jarige leeftijd.
Marot werd in Frankrijk opgeleid tot dessinateur, in de traditie van kunstenaars als Jean Le Pautre en Jean Bérain. Le Pautre was zijn leermeester. Een dessinateur leverde de ontwerpen voor timmerlieden, tuinlieden, wevers, smeden, houtsnijders en meubelmakers, maar hoefde niet over de feitelijke kennis te beschikken hoe hun ontwerpen tot een product konden worden omgezet.
Marot kwam in dienst van koning-stadhouder Willem III en de Friese stadhouders. Marot bracht de stijl van Lodewijk XIV naar Nederland en Engeland, en ontwierp in deze stijl interieurs, gebouwen en tuinen, zoals bijvoorbeeld Hampton Court Palace, Paleis Het Loo en Watervliet in Velsen-Noord, dat werd bewoond door Gerrit Corver en zijn schoonzoon Nicolaes Geelvinck.
In 1686 vestigde Marot zich in Den Haag. In 1694 trok hij, op uitnodiging van koning-stadhouder Willem III, naar Londen. In 1707 kocht hij een huis in de Sint Antoniesbreestraat te Amsterdam. Tussen 1715 en 1747 bezat hij een huis aan de Reguliersgracht. Vanaf 1720 tot aan zijn dood woonde hij aan het Noordeinde 164 in Den Haag dat hij in die periode heeft verbouwd. Daar is de keuken, zijn salon, de gang met geornamenteerd plafond en de tuin bewaard gebleven.
Vanaf 1700 begon hij te publiceren over architectuur. Zijn boeken hadden ook grote invloed in de Zuidelijke Nederlanden, waar ze bijdroegen tot de verspreiding van de Franse stijl door ornamentele en decoratieve motieven gemakkelijk toegankelijk te maken.
Een van zijn zonen was Daniël Marot de jongere, die enige naam verwierf als kunstenaar, en een aantal malen met zijn vader samenwerkte.

## Ontwerpen
Marot maakte ontwerpen voor:
- Huis Huguetan te Den Haag;
- Huis Schuylenburch te Den Haag;
- de uitbreiding van het Oude stadhuis van Den Haag;
- Zijn eigen woning aan het Noordeinde in Den Haag;
- de tuinen en interieur ( o.a. muurschildering in het trappenhuis ) van Paleis het Loo;
- Huis De Voorst in Zutphen;
- de tuinen van kasteel Coldenhove
- de tuinen van Kasteel Rosendael, met Theekoepel;
- het grafmonument van Menno van Coehoorn in de Vaste Burchtkerk van Wijckel;
- het grafmonument van Hans Willem Bentinck in de Hervormde kerk Rhoon;
- het grafmonument van Filips van Hessen-Philippsthal in de Haagse Grote of Sint-Jacobskerk;
- Paleis Kneuterdijk te Den Haag;
- de twee vleugels en diverse zalen van Paleis Huis ten Bosch;
- het interieur van de vergaderzaal van de Staten-Generaal in 1697, en de Trêveszaal;
- een tuinpaviljoen met een rijk gedecoreerd interieur achter Noordeinde 140, bekend als de Koepel van Fagel op het terrein van Paleis Noordeinde;
- de Portugees-Joodse synagoge te Den Haag in 1725;
- Paleis Oranjewoud en een bijbehorend park te Oranjewoud;
- het interieur van Slot Zeist en het gebouw van het nabijgelegen Marothuis (Lageweg 41);
- de tuinen van Kasteel Heemstede;
- verbouwing en uitbreiding van het Huis van Pauw, sinds 1914 het Kabinet van de Koning;
- verbouwing en uitbreiding van het Stadhouderlijk Hof te Leeuwarden in 1709;
- vroegere klassieke barok stijl tuin van Paleis Soestdijk;

### Toeschrijvingen
- Herengracht 475 te Amsterdam, deel van de Gouden Bocht;
- Nieuwe Keizersgracht 28-44 te Amsterdam: het Van Brants-Rushofje.
- de oranjerie van de Hortus botanicus Leiden
- vergulde houten kaarsenkroon in de Grote of Sint-Michaëlskerk in Zwolle.

### Galerij

Voorzijde van Paleis Kneuterdijk
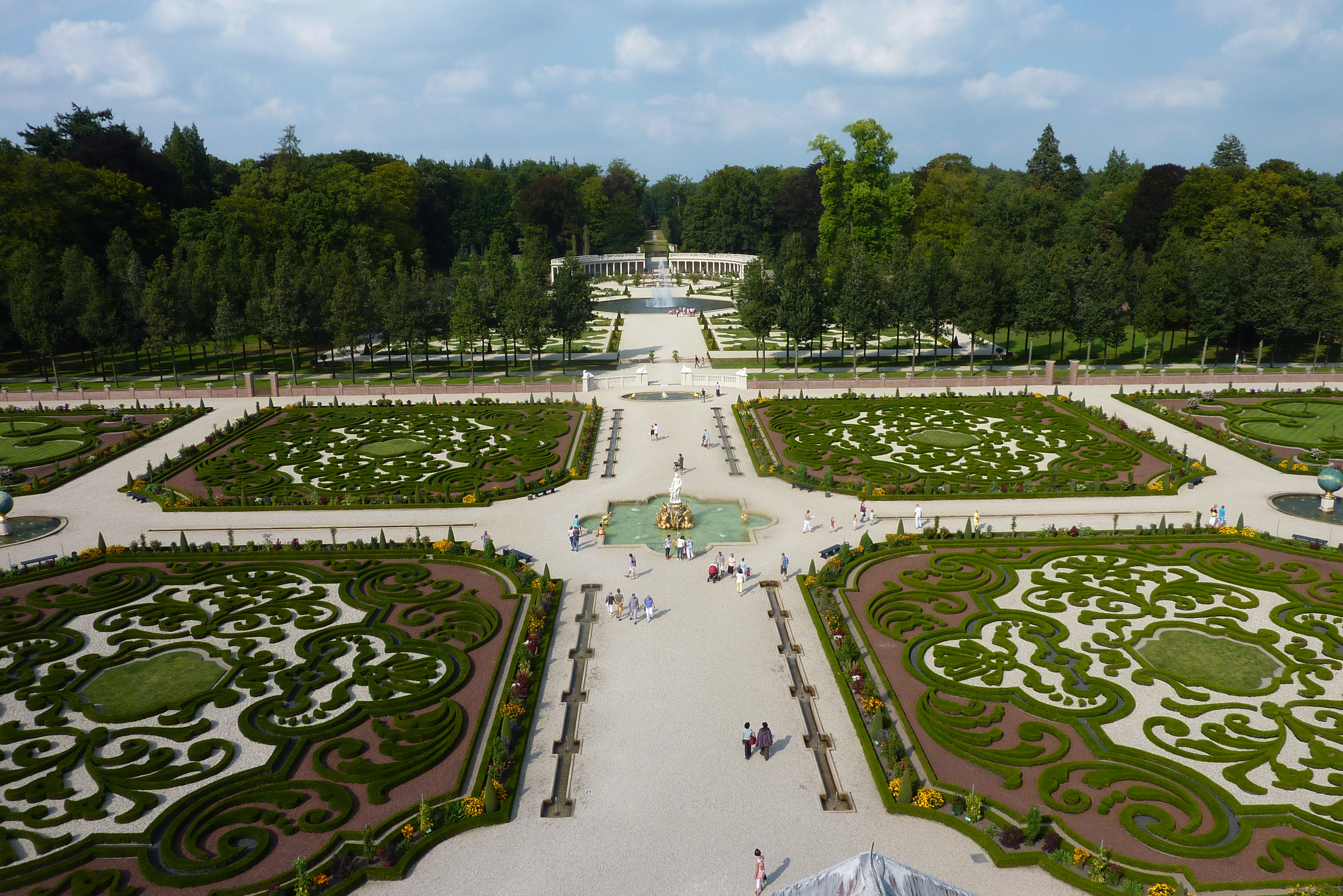
Gezicht op de tuin van Paleis Het Loo, ontworpen door Marot
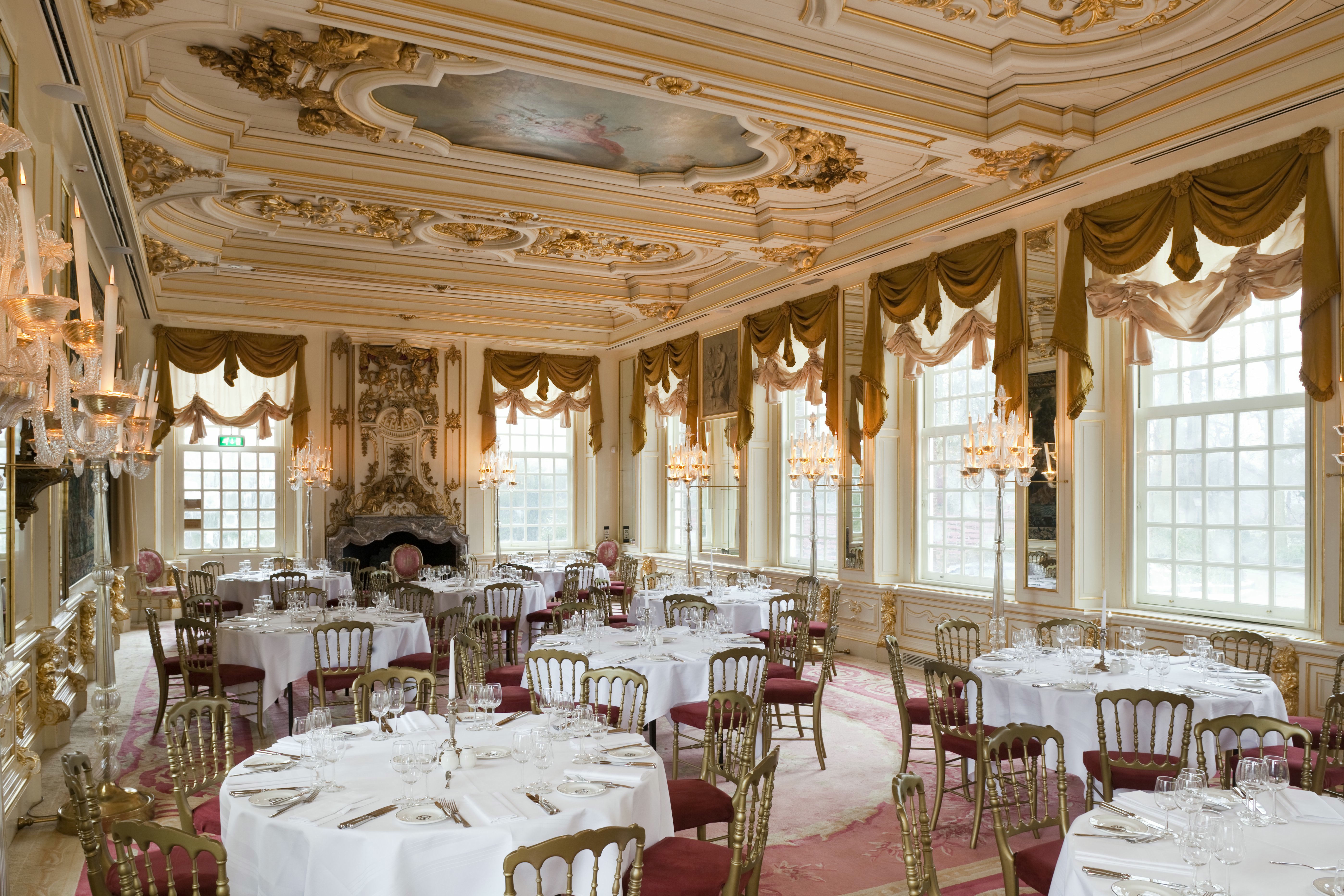
Spiegelzaal, Slot Zeist
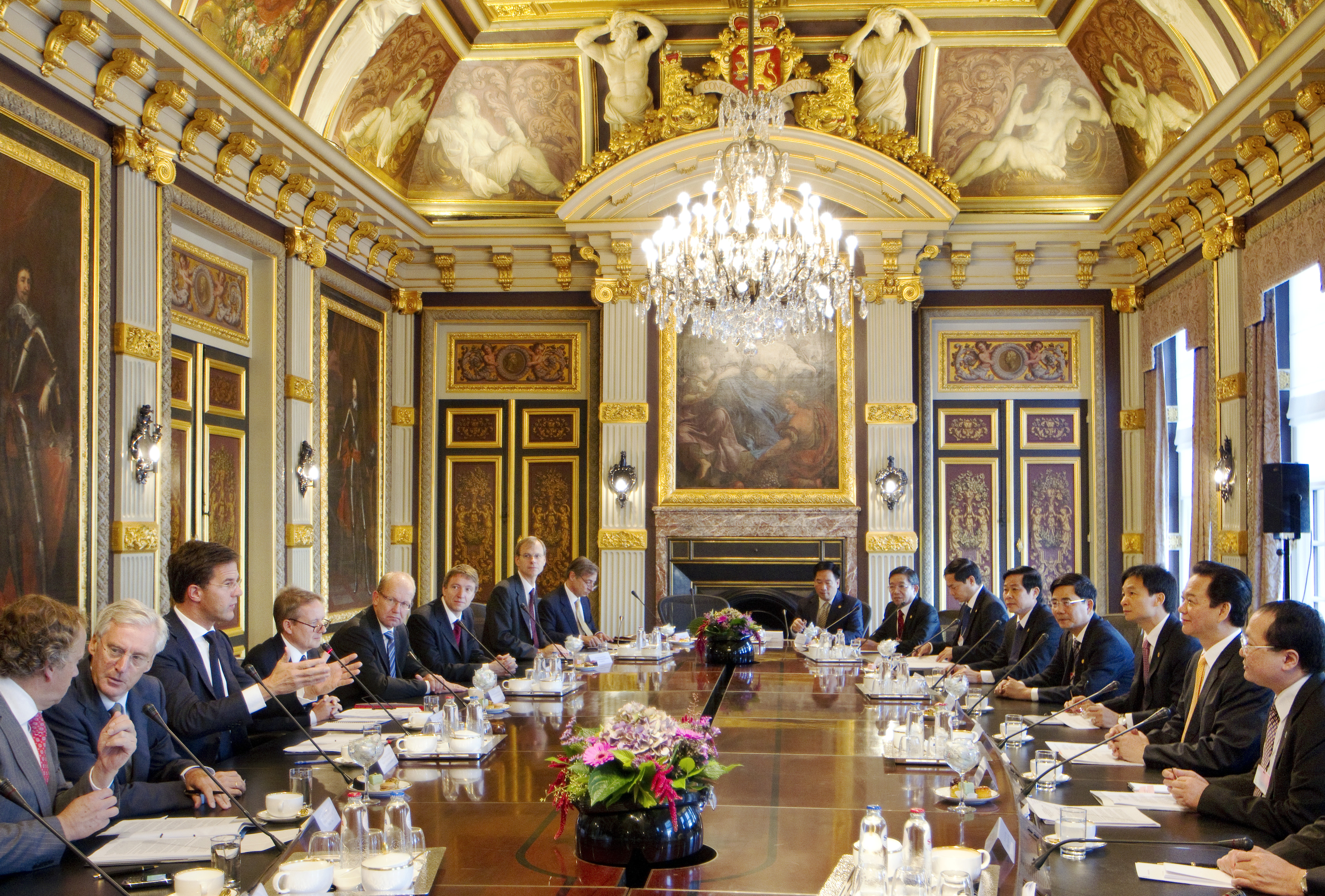
Trêveszaal op het Haagse Binnenhof
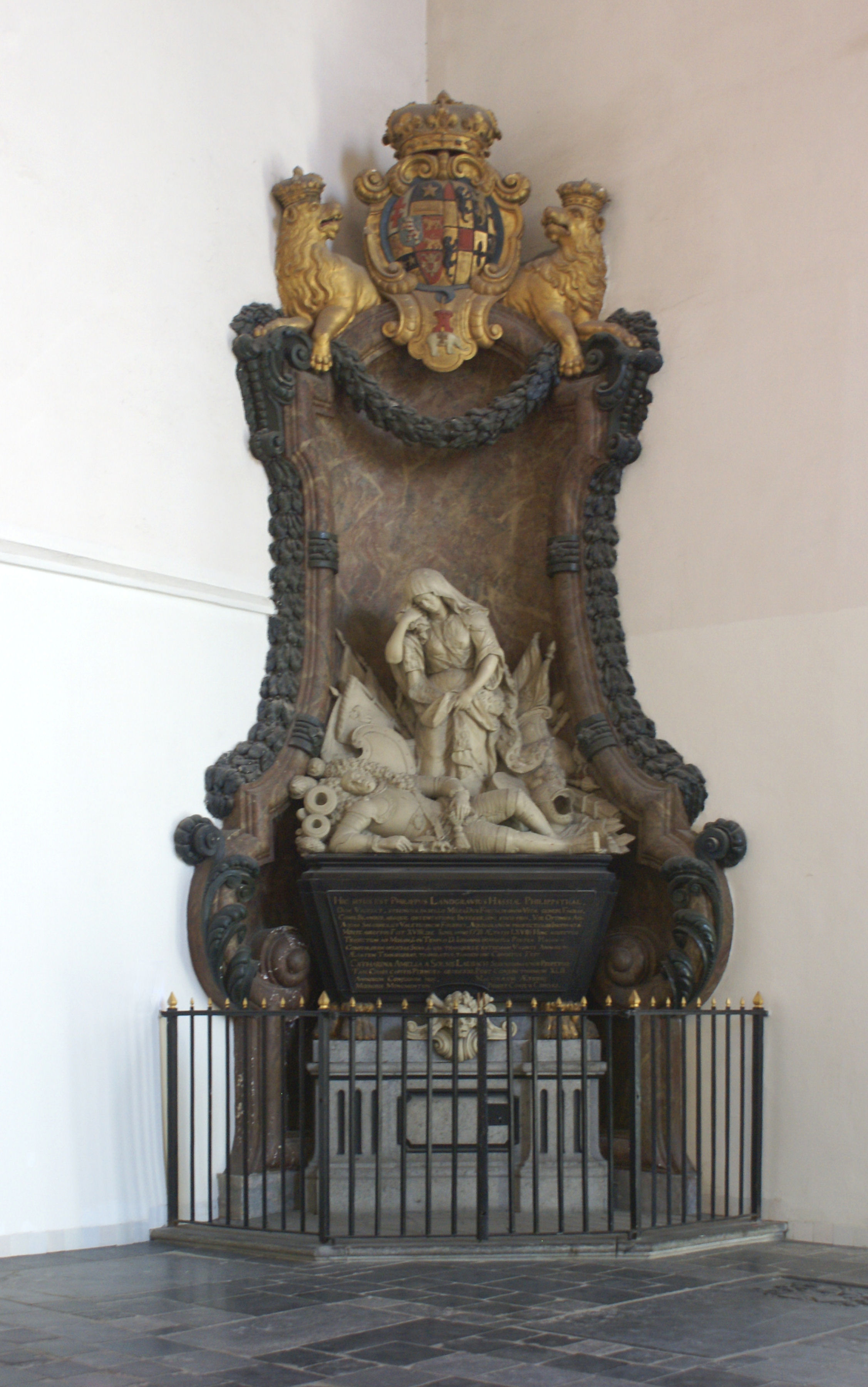
Grafmonument (1721) van Filips van Hessen-Philippsthal
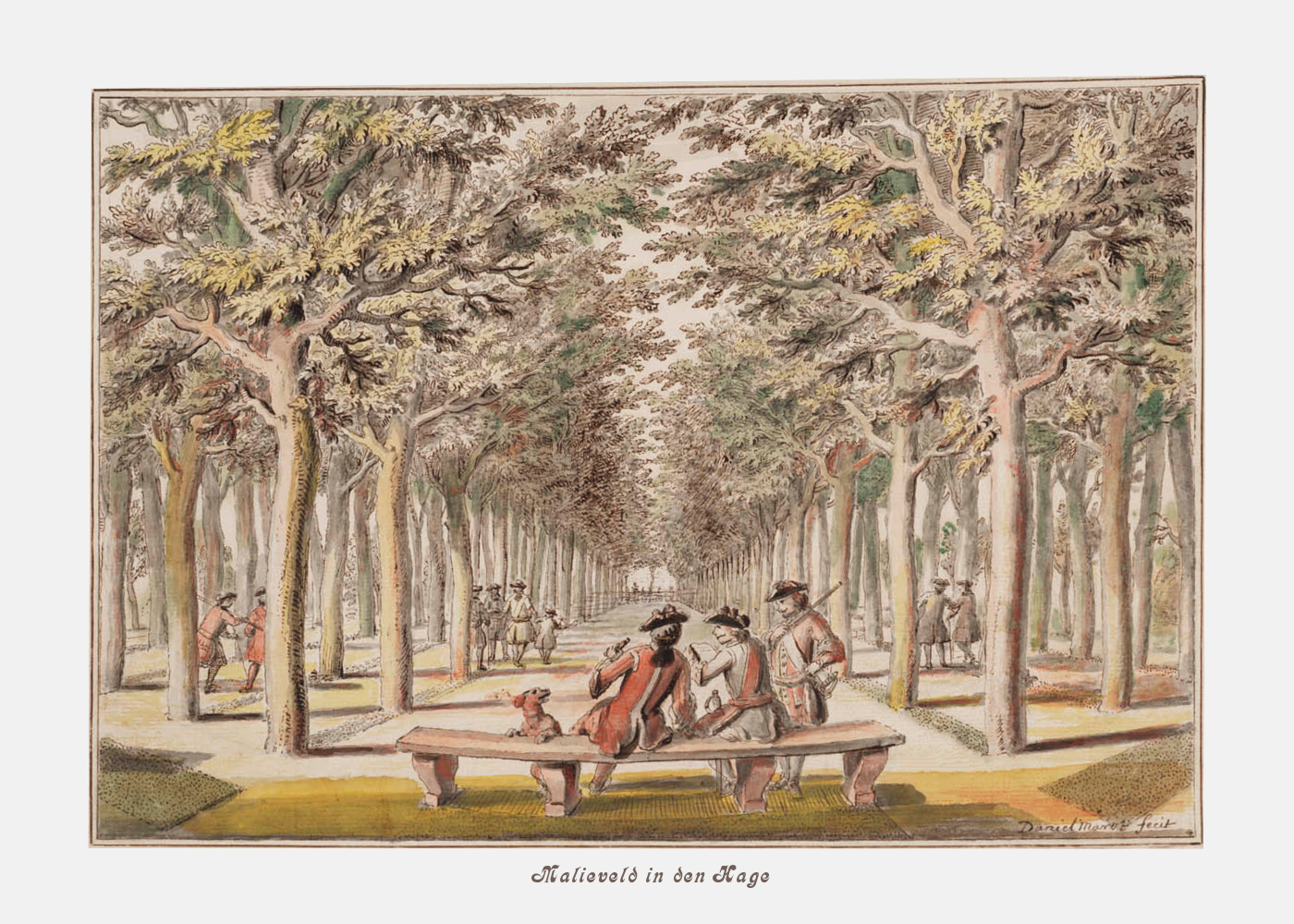
Het Haagse Malieveld getekend door Daniël Marot in ± 1730

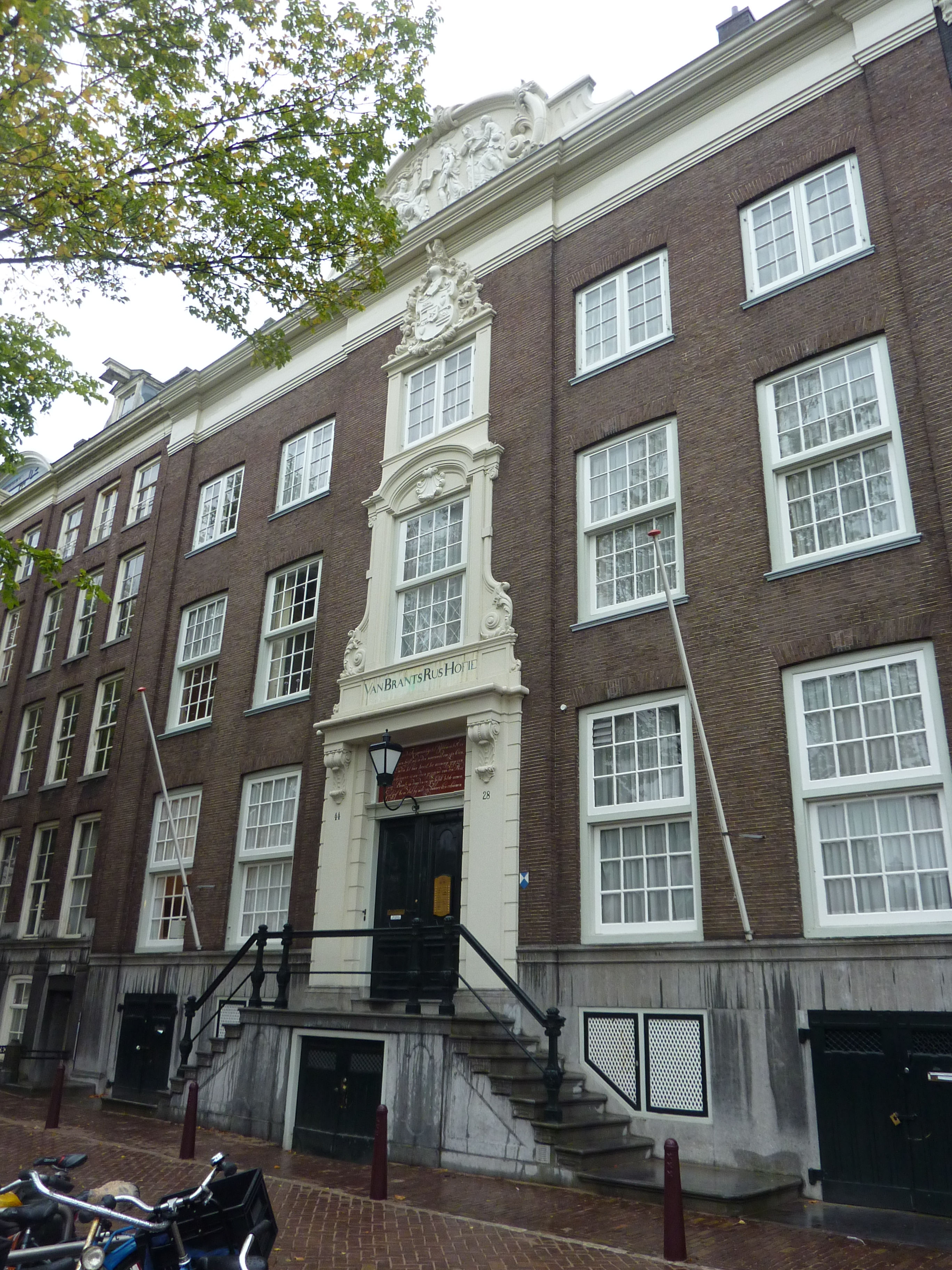
Van Brants Rus Hofje (1732-1734)
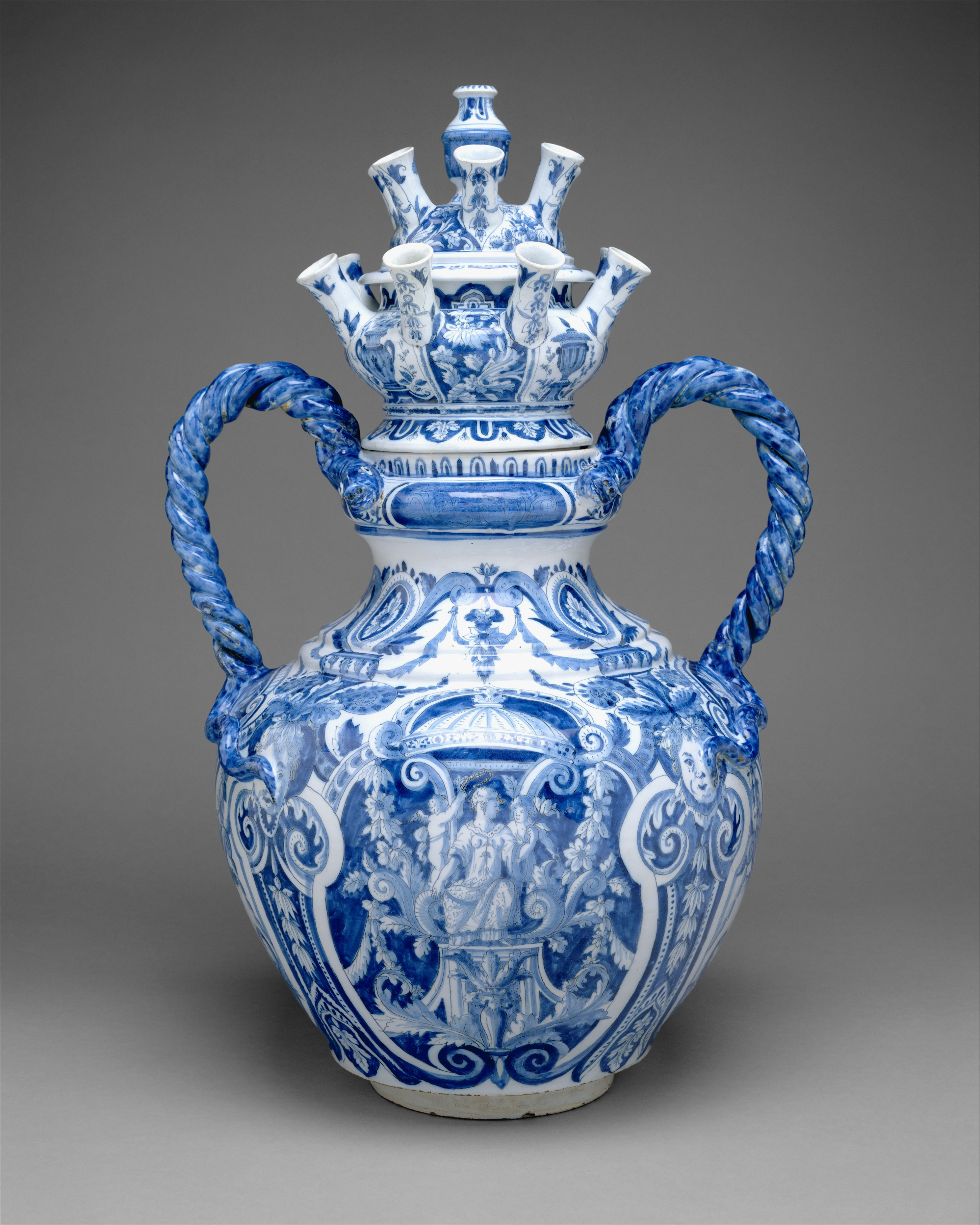
Delfts Blauw vaas (ca. 1690)
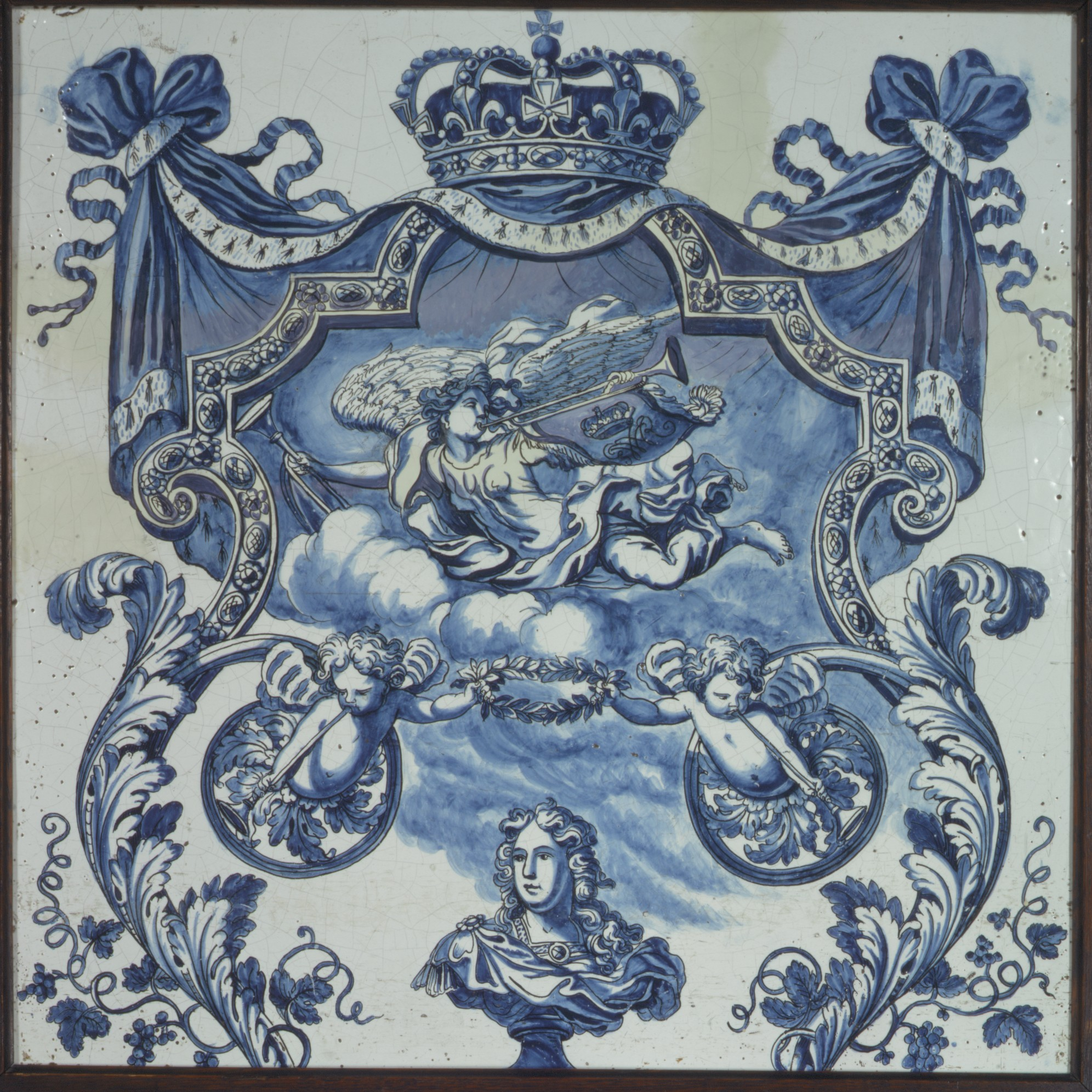
Delfts Blauw tegel (ca. 1694)
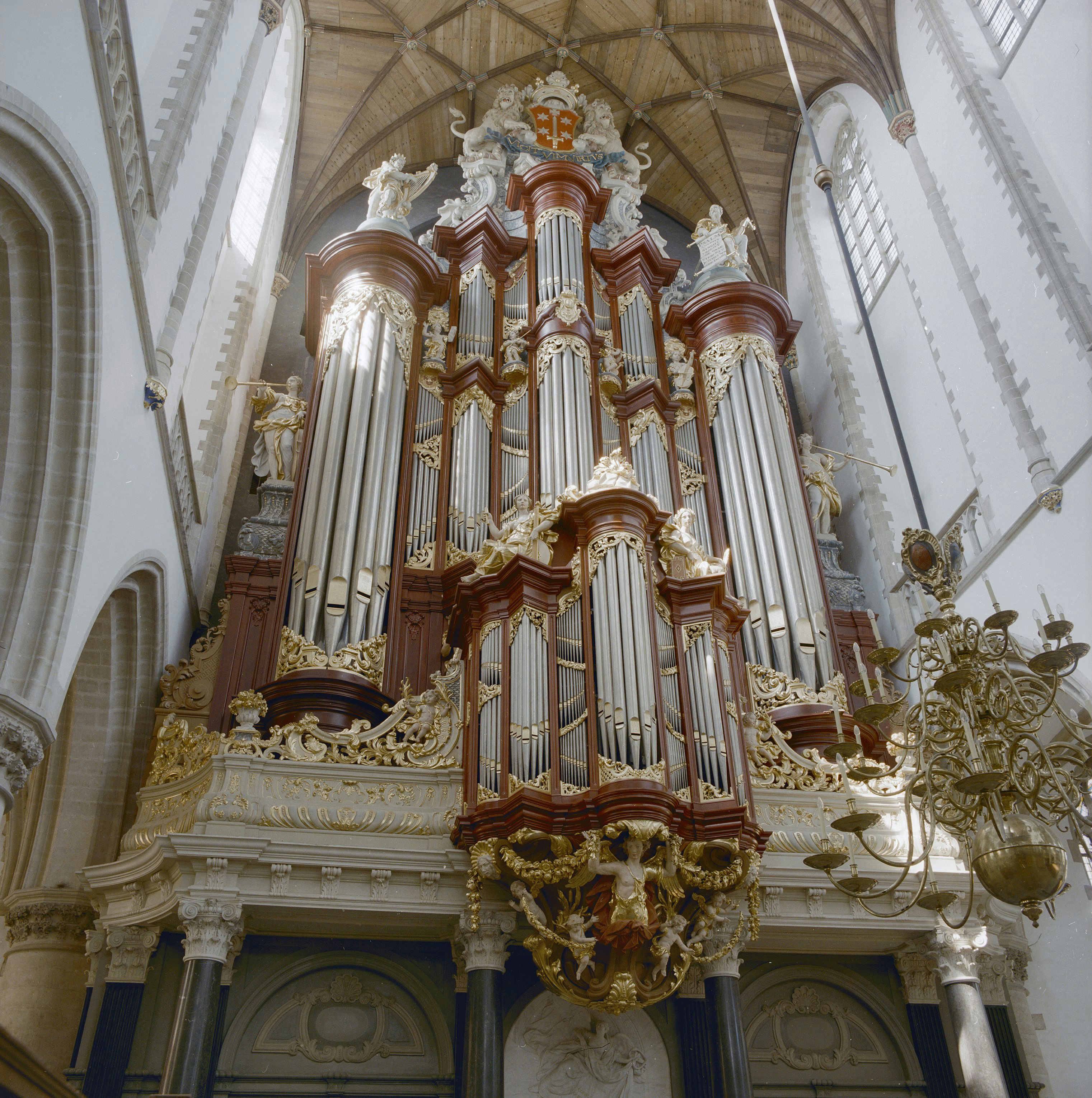
Orgelgalerij en front in de Grote of Sint-Bavokerk te Haarlem
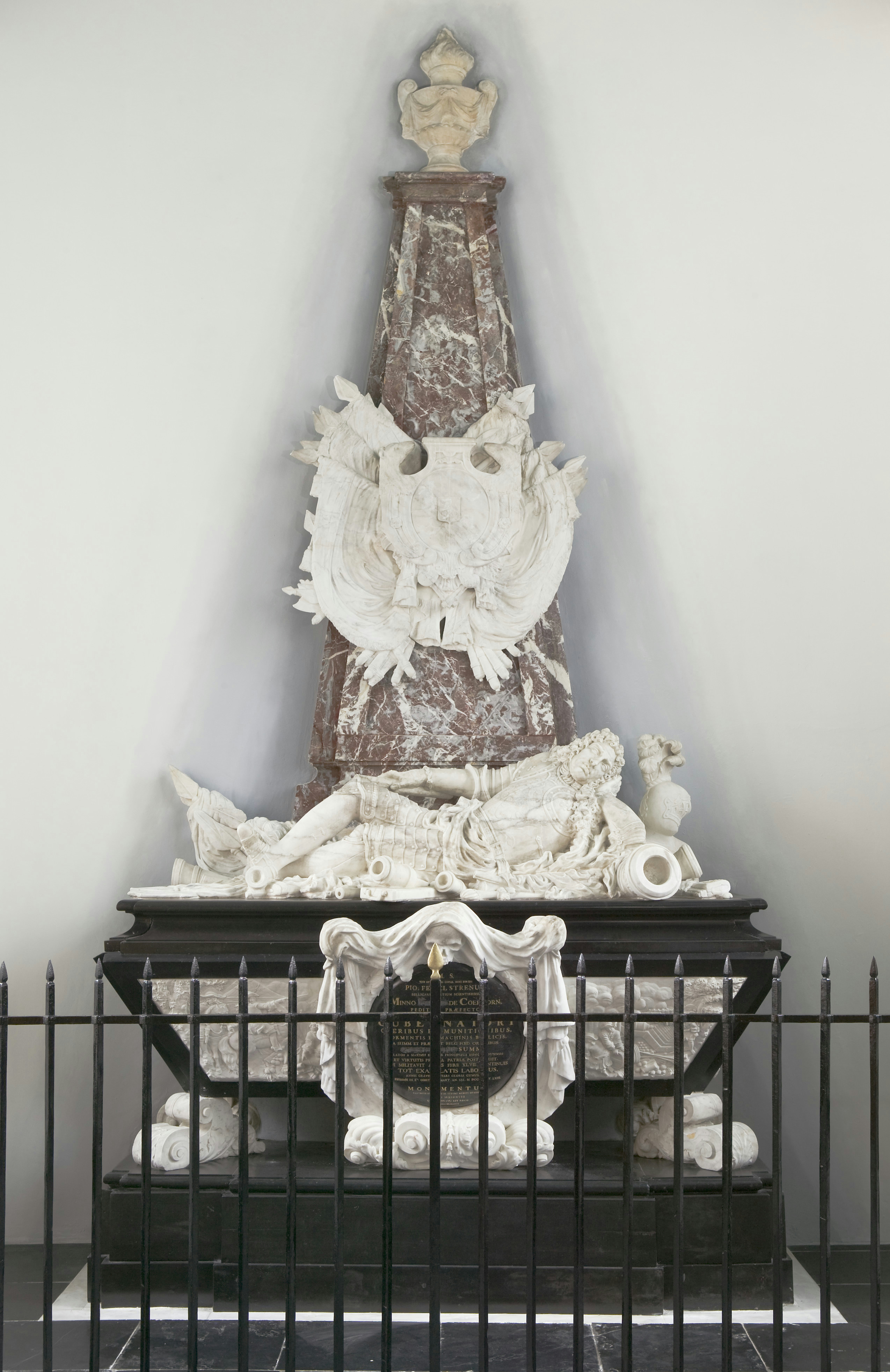
Grafmonument (ca. 1705) van Menno van Coehoorn
Ontwerp voor een plafond (ca. 1690)
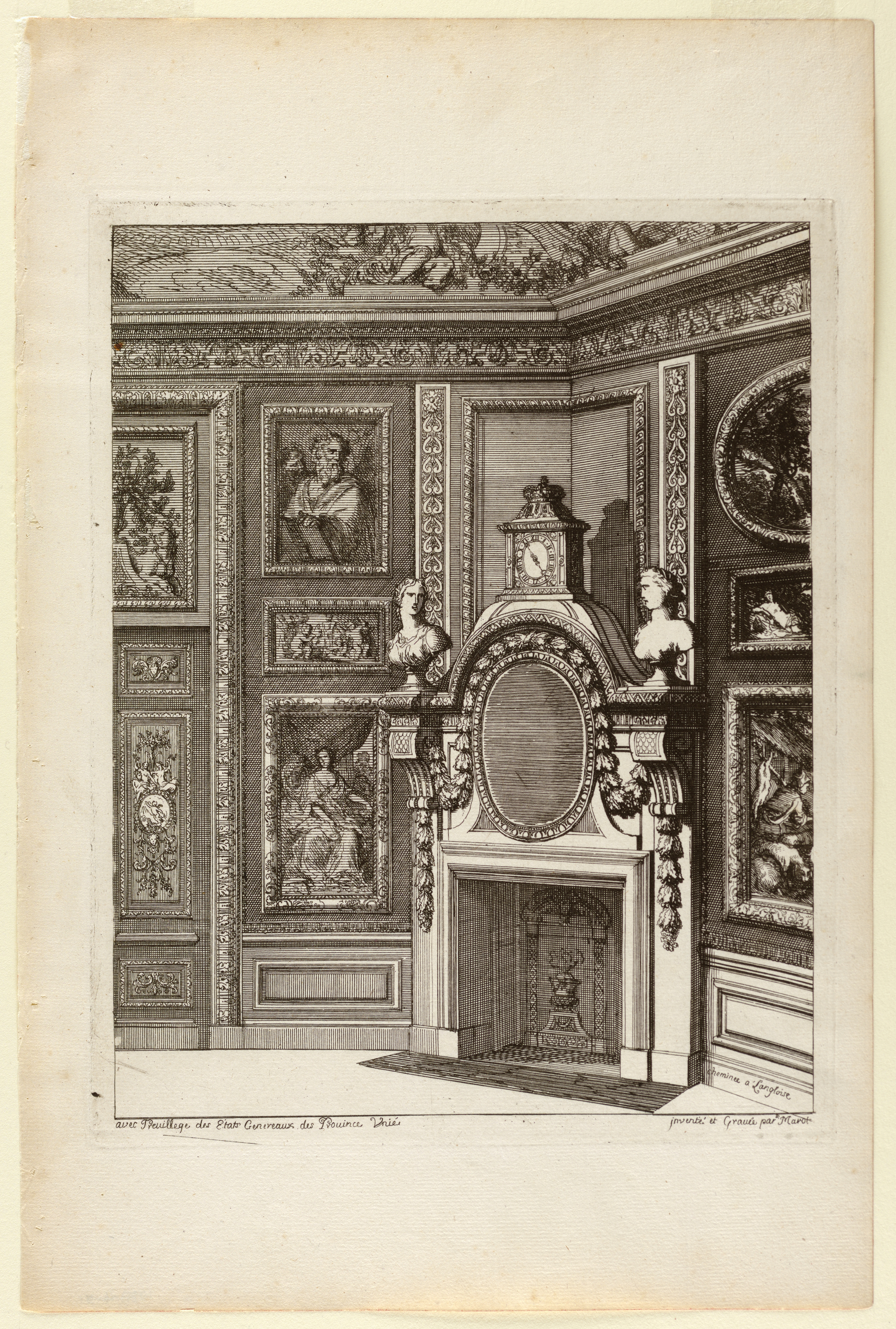
ca. 1700
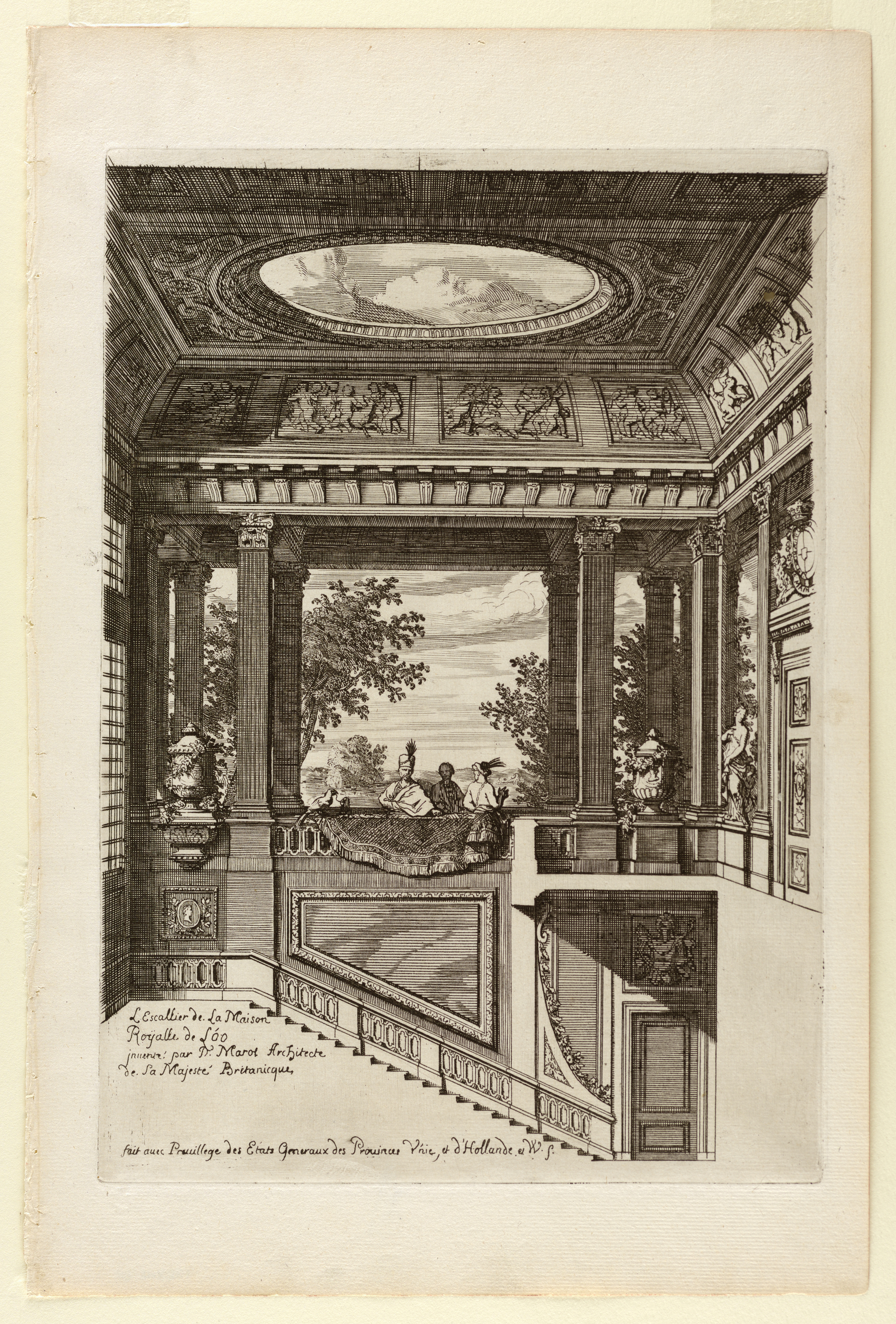
ca. 1700
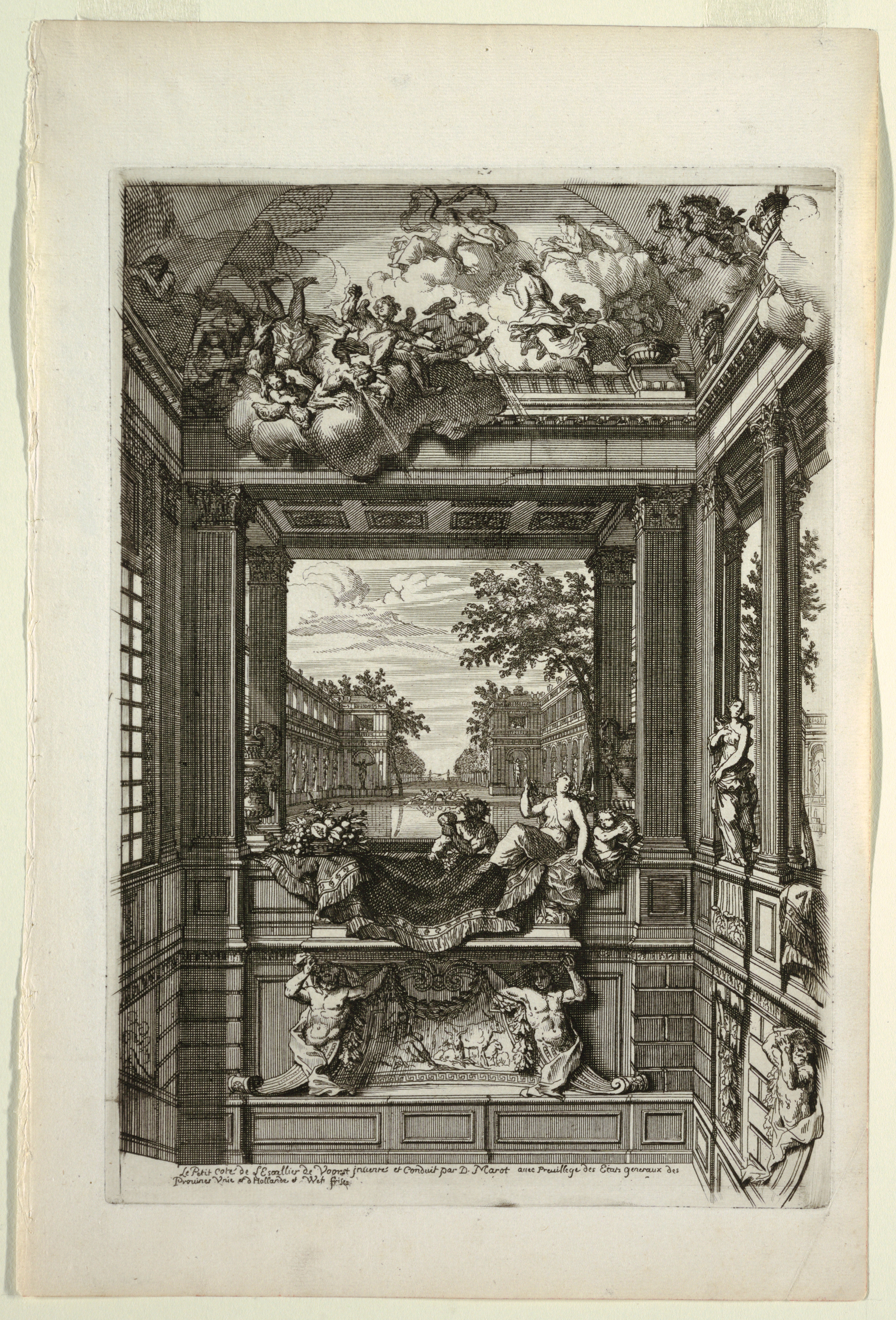
ca. 1700
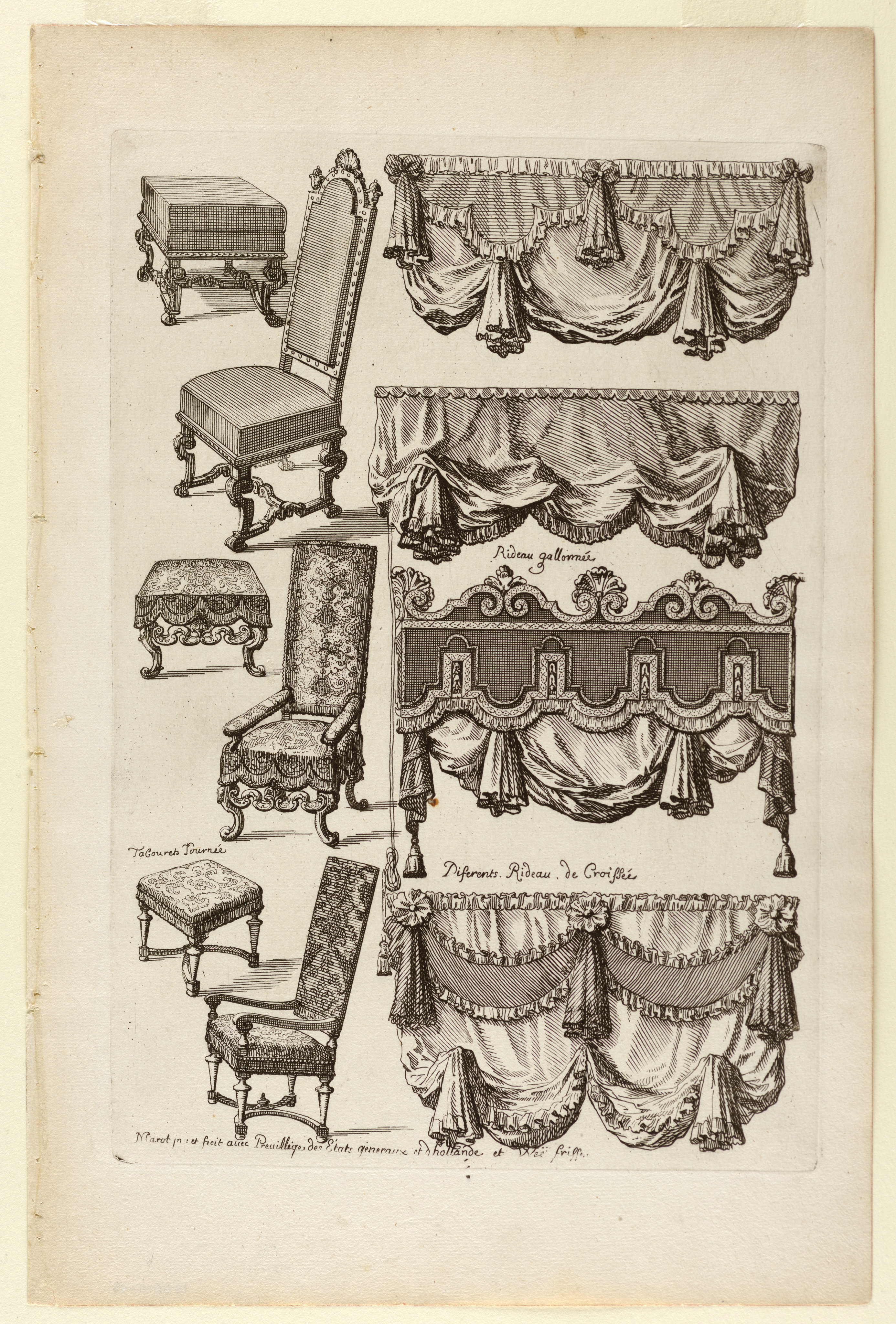
ca. 1700
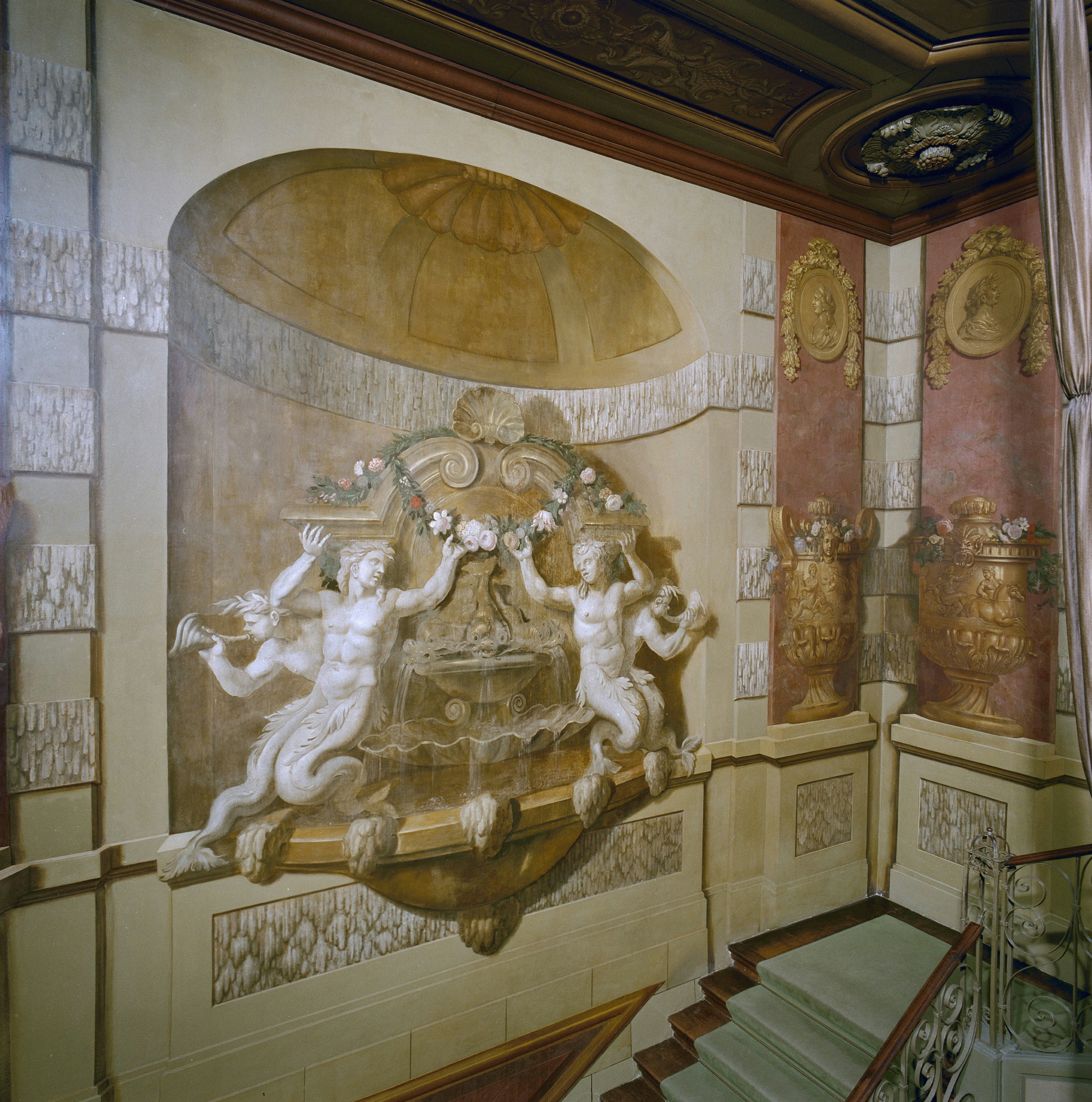
Slot Zeist schildering trappenhuis ca. 1686
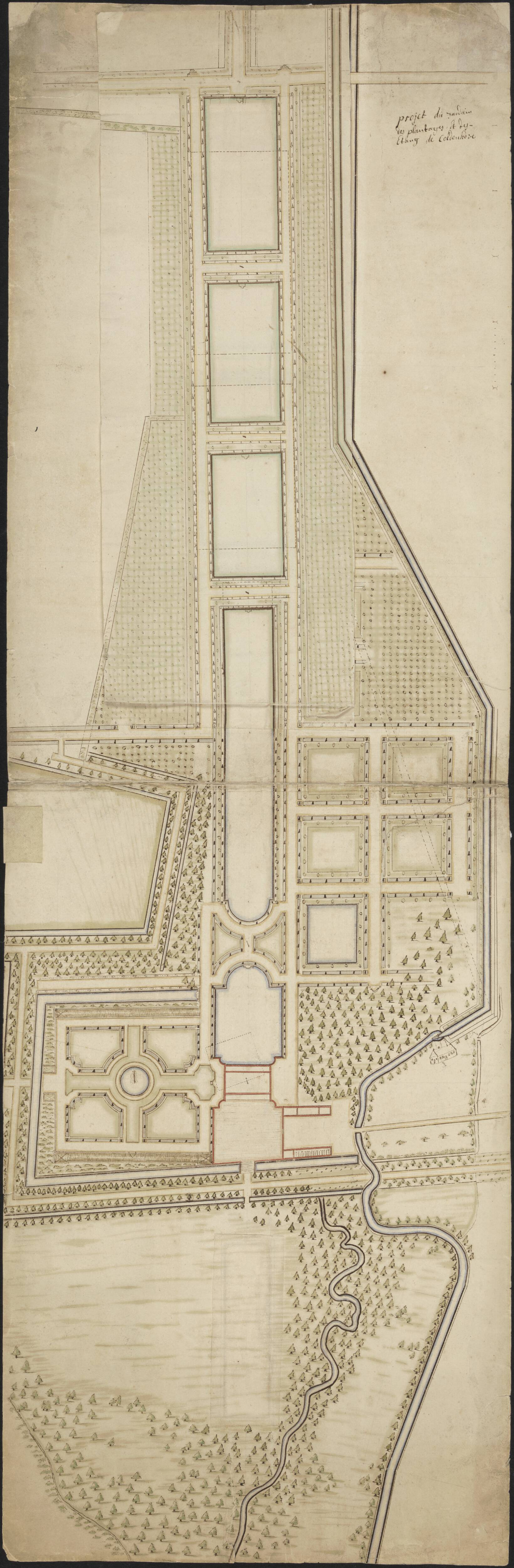
Ontwerp voor de tuinen van kasteel Coldenhove

## Publieke collecties
Werk van Daniël Marot is te vinden in openbare collecties van onder andere:
- Museum de Fundatie in Zwolle[3]

## Vernoemingen
- Een van de zalen in het Paleis Noordeinde is naar hem vernoemd. In Breda, Amsterdam en Zeist draagt een straat zijn naam.